# Gigantochloa parviflora
Gigantochloa parviflora är en gräsart som först beskrevs av Keng f., och fick sitt nu gällande namn av Keng f. Gigantochloa parviflora ingår i släktet Gigantochloa och familjen gräs. Inga underarter finns listade i Catalogue of Life.